# 간논지 (나가사키현 쓰시마시)

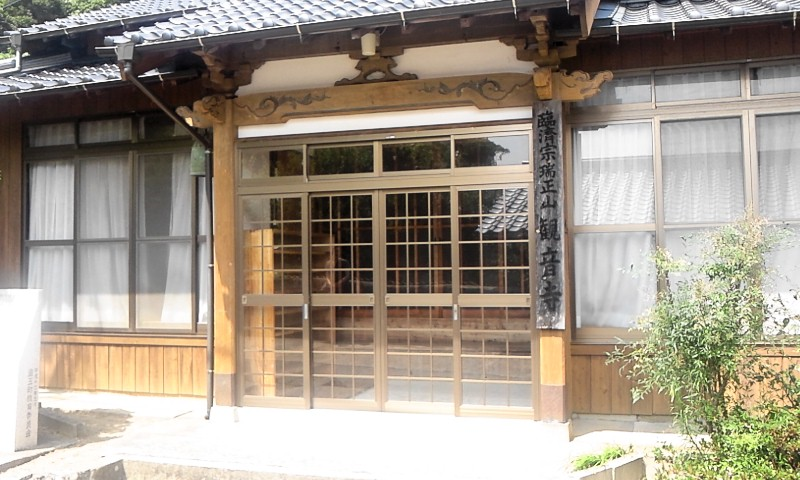
간논지 전경.

간논지(일본어: 観音寺)는 나가사키현 쓰시마시 도요타마정 고즈나에 위치하고 있는 임제종의 사찰이다. 그러나 이 사찰은 쓰시마 불상 도난 사건과 관련하여 피해를 입은 장소로 손을 꼽히고 있다. 그러나 도난 당했다는 쓰시마 불상 자체가 왜구의 약탈물이고 간논지 사찰이 이를 알면서도 원주인인 충남 부석사에 돌려주지 않고 소유한 것이므로 본질적으로 간논지 사찰이 피해자라고 할 수는 없다.
도둑이 훔친 물건을 다른 도둑이 제자리에 돌려놓은 사건이다.

## 같이 보기
- 부석사
- 가이진 신사
- 다쿠즈다마 신사(일본어판)
- 고모다하마 신사
- 한반도에서 유출된 문화재 반환 문제(일본어판)